# Per monti e per valli
Per monti e per valli è un documentario diretto e girato da Karel Plicka. Vi vengono mostrati usi, riti, costumi e altri aspetti etnografici e folcloristici della Slovacchia.
Venne proiettato alla prima edizione della Mostra del cinema di Venezia.

## Data di uscita
- Cecoslovacchia 13 marzo 1930